# 曾廣順
曾廣順（1924年10月24日—2001年6月13日），別號天健，廣東海豐人。中華民國僑務委員會第十任委員長。

## 生平
曾廣順出生於1924年10月24日（一作1923年農曆十月十四日、十月二十四日）。:181
曾廣順七歲啓蒙，畢業於梅隴鎮公立小學後，考入縣立海豐中學。抗戰開始後，遠赴梅縣考入從香港內遷的華南中學高中部，並加入三民主義青年團。
抗戰勝利後，曾廣順考入廣東省立法商學院政治經濟系，歷任政經學會及各社團主席，兼任中國國民黨法商學院區黨部常務委員。1949年暑期畢業後，避走香港，任教於華僑中學，兼任中國青年反共抗俄聯合會廣東支會及香港分會總幹事。
1957年9月，因被港英政府以從事政治活動爲由拘禁，12月，被迫前往臺灣。:181
1981年，選任中國國民黨中央委員。:181
1984年6月1日出任行政院政務委員兼僑務委員會委員長。:181-1821993年2月26日卸任僑委會職務。
2001年6月13日於臺北榮民總醫院病逝，享壽79嵗。

## 著作
- 《海外奮鬥歷程》
- 《中共與中國青年》[4]:181

## 榮譽

### 中國國民黨中央委員會
- 實踐獎章（1972年3月）
- 華夏獎章（1977年10月）
- 華夏獎章（1978年7月）
- 一等實踐獎章（1982年5月）
- 一等華夏獎章（1984年6月）[4]:181

### 行政院
- 一等服務獎章（1985年12月）[4]:181

## 外部鏈接
- 第十任 曾委員長廣順（1984.06.01~1993.02.26） （页面存档备份，存于）